# Pârâul Bozu
Pârâul Bozu este o rezervație natrurală paleontologică situată în partea centrală a județului Vrancea, în Subcarpații de Curbură. 
A fost înființată în anul 1990   și ocupă o suprafață de 5 ha. Importanța acesteia rezidă din faptul că păstrează urme ale unor agenți de modelare litorală (așa numitele mecanoglife), precum și urme de pași de viețuitoare (mamifere - printre care și o specie de elefant Proboscipeda enigmatica și păsări), care au fost puse în evidență de către eroziunea realizată de către cursul de apă Bozu. 
Principalul punct de acces spre aria protejată este satul Prisaca.